# Invader Zim

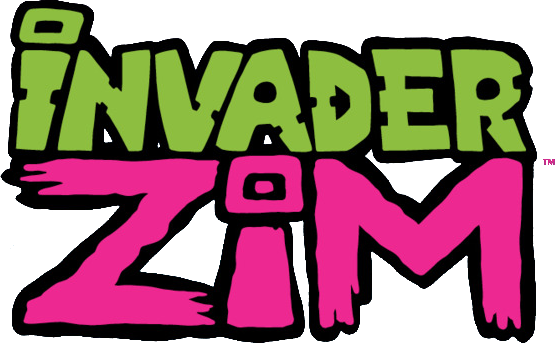

Invader Zim is een Amerikaanse animatieserie die bedacht is door Jhonen Vasquez en uitgezonden door Nickelodeon. De serie liep van 2001 tot 2006 en is voor kinderen tussen de 6 en 18 jaar. Later werd de minimale leeftijd verhoogt naar 12 jaar.
Het werd tijdens het tweede seizoen van Nickelodeon af gehaald omdat Nickelodeon het te donker en te gewelddadig vond voor kinderen.
In 2004 werden er dvd's uitgegeven door Media Blasters in samenwerking met Nickelodeon. Deze dvd's waren wel Engelstalig en hadden geen ondertiteling. Maar Media Blasters is ermee gestopt en hierbij stopte ook Palisade, deze maakte speelgoed van Invader Zim.
Een film gebaseerd op de televisieserie Invader Zim: Enter the Florpus werd op 16 augustus 2019 op Netflix uitgebracht.

## Verhaal
Invader Zim is een soldaat van de planeet Irk, hij wordt gehaat door zijn leiders, en vrijwel iedereen, omdat hij tijdens "Operatie grof geweld 1" (origineel "Operation Impending Doom 1") de thuisplaneet zo goed als verwoest heeft. Daarom wordt hij naar een onbelangrijke, onbekende planeet gestuurd, de aarde. Deze moet hij proberen te veroveren. Als afdankertje krijgt hij GIR mee, een kapotte 'SIR-robot'.
Om meer over de aarde te weten te komen gaat Zim naar school.
Zijn klasgenootje Dib is de enige die ziet dat hij anders is, maar hij wordt voor gek uitgemaakt.

## Personages
- Zim: De series hoofdrolspeler, een buitenaards wezen die is verbannen van de planeet Irk.
- GIR: De robot die Zim meekreeg naar de aarde. Hij hoort Zim te helpen maar brengt hem eigenlijk meer in de problemen.
- Dib: Dit is Zims grootste vijand op aarde. Hij is geobsedeerd door bovennatuurlijke krachten en ziet als enige dat Zim een buitenaards wezen is. Maar door zijn obsessie van het bovennatuurlijke vindt iedereen hem gek.
- Gaz: Dib's jongere zus. Ze weet ook dat Zim een buitenaards wezen is en doet af en toe mee aan maatregelen van Dib om Zim te stoppen. Maar niet altijd want ze gelooft niet dat Zim de wereld kan veroveren.
- De Almachtig Grootsten: De leiders van Irk. Zim denkt dat zij hem mogen, maar in werkelijk haten ze hem door het verprutste van ''Operatie grof geweld 1''.

## Engelse stemmen
- Zim: Richard Steven Horvitz
- GIR: Rosearik Rikki Simons
- Dib: Andy Berman
- Gaz: Melissa Fahn
- De Almachtig Grootsten - Wally Wingert, Kevin McDonald

## Nederlandse stemmen
- Zim: Philip ten Bosch
- GIR: Jürgen Theuns
- Dib: Norman van Huut
- Gaz: Donna Vrijhof
- De Almachtig Grootsten - Stan Limburg, Tony Neef

Overige stemmen werden gedaan door o.a. : Jürgen Theuns, Donna Vrijhof, Hetty Heyting, Stan Limburg en Tony Neef.

## Dvd's
- Doom Doom Doom: De eerste dvd-box van Invader Zim, deze bevat 2 discs met in totaal negen afleveringen.
- Progressive Stupidity: Dit is de tweede dvd-box met ook 2 discs met in totaal negen afleveringen.
- Horrible Holiday Cheer: Dit is de derde dvd-box met ook 2 discs met in totaal negen afleveringen.
- Invader Zim House Box: Deze heeft de vorm van Zim's huis en bevat alle dvd's hiervoor en enkele extra's zoals: voice-overs van onvoltooide afleveringen, een extra dvd met The Most Horrible X-mas Ever, interviews en een soundtrack.
- Invader Zim Complete Invasion: Dit is een goedkopere uitvoering van de Invader Zim house box. Hij is niet in de vorm van een huis uitgevoerd en is minder uitgebreid.

## Games
- Nicktoons: Freeze Frame Frenzy: Hier was Zim alleen een ingesloten karakter.
- Nickelodeon Party Blast: Hier was Zim alleen een ingesloten karakter.
- Nicktoons: Battle for Volcano Island: Hier was alleen Zims huis in te zien.
- Nicktoons: Attack of the Toybots: Hierin kun je GIR spelen, en Zim alleen op de Nintendo DS-uitvoering.
- Nicktoons: Globs of Doom: Hierin waren Zim en Dib allebei bespeelbaar, en was GIR een baasgevecht.

## Prijzen
- Kyle Menke won een Emmy Award voor 'Outstanding Individual Achievement in Animation' voor de storyboarding van The Nightmare Begins.
- Steve Ressel won een Annie Award voor 'Outstanding Individual Achievement for Storyboarding in an Animated Television Production' voor The Nightmare Begins.
- Steve Ressel, Jhonen Vasquez, en Maria Harrington wonnen de 'World Animation Celebration award' voor de beste titel.